# Relazioni bilaterali tra Etiopia e Italia
Le relazioni tra Etiopia e Italia sono le relazioni diplomatiche attuali e storiche tra Etiopia e Italia.

## Storia
Le ambizioni coloniali italiane in Etiopia iniziarono nel 1880, e culminarono nella prima guerra italo-etiopica, tra il 1894 e il 1896. Gli etiopi contrastarono sempre con successo l'espansione europea. Con la prima guerra mondiale e l'ascesa del fascismo in Italia, si arrivò alla crisi dell'Abissinia, che portò nella seconda guerra italo-etiope del 1935-36. Fu un conflitto brutale: gli etiopi usarono proiettili Dum-dum, proibiti, mentre gli italiani usavano armi chimiche. Grazie agli sforzi della resistenza indigena, gran parte del Paese non fu mai presa dalle forze invaditrici fasciste, ma formalmente l'Etiopia perse la sua indipendenza divenendo parte dell'Africa Orientale Italiana.
Le colonie italiane nell'intera regione non durarono troppo a lungo. Dopo anni di resistenza locale e con la Campagna dell'Africa Orientale durante la seconda guerra mondiale, alla quale parteciparono anche truppe britanniche, le forze italiane furono disperse, sebbene continuarono a combattere in una guerriglia fino alla resa finale nel 1943. Etiopia riacquistò l'indipendenza dall'Italia nel 1947.
Dopo l'indipendenza, molti coloni italiani rimasero nel Paese per decenni, dopo aver ricevuto il pieno perdono dall'imperatore Selassie. Tuttavia, a causa della guerra civile etiope nel 1974, quasi 22.000 italo-etiopi lasciarono il Paese.
L'Etiopia ha la più grande concentrazione di scuole e istituti culturali italiani in Africa (come la Scuola Statale Italiana di Addis Abeba), che promuovono la cultura italiana ed etiope e sono gratuiti per il pubblico. La ditta italiana Salini Costruttori è stata scelta dal governo etiope per progettare e costruire la diga del Millennio o del Rinascimento, sul  Nilo Blu, che una volta completata sarà la più grande diga, e centrale idroelettrica, in Africa. Dato che in passato ingegneri italiani avevano contribuito a costruire la prima ferrovia da Addis Abeba a Gibuti, il governo etiope li ha nuovamente assunti per espandere la rete ferroviaria, assieme ad India e Cina.
Da 20 anni a parte, l'Italia ha continuato a essere tra i primi cinque partner commerciali dell'Etiopia, oltreché un importante investitore nell'economia etiope.